# Krystyna Dąbrowska (szachistka)
Krystyna Dąbrowska (ur. 5 grudnia 1973 w Sokołowie Podlaskim) – polska szachistka, arcymistrzyni od 1994 roku.

## Kariera szachowa
Grę w szachy poznała w wieku 9 lat, szybko ujawniając swój nieprzeciętny talent. Pierwszy tytuł mistrzyni Polski zdobyła mając lat 12, zwyciężając w kategorii juniorek do lat 15. Kolejne sukcesy pojawiły się bardzo szybko - w 1988 r. zadebiutowała w finale mistrzostw Polski kobiet. W tym samym roku zdobyła tytuł mistrzyni Europy do lat 16, zaś rok później - tytuł mistrzyni świata w tej samej kategorii wiekowej. W 1991 r. zdobyła złoty medal mistrzostw Polski juniorek do lat 18. Wyjątkowo udany był dla niej rok 1992 - w Świeradowie-Zdroju zdobyła tytuł mistrzyni Polski, zaś w Buenos Aires - tytuł mistrzyni świata juniorek do lat 20, zwyciężyła również w międzynarodowym turnieju w Gdyni. Dzięki złotemu medalowi z Buenos Aires awansowała w 1993 r. do turnieju międzystrefowego rozegranego w Dżakarcie, gdzie zajęła XIV miejsce (startowało 39 zawodniczek). W tym samym roku zanotowała bardzo udany występ w otwartym turnieju w Hamburgu, gdzie wypełniła drugą normę arcymistrzowską. Kolejną normę zdobyła rok później, dzieląc I-II miejsce na turnieju w Dreźnie. W tym samym roku, jako czwarta Polka w historii, otrzymała tytuł arcymistrzyni. W kolejnych latach nie notowała już tak spektakularnych sukcesów, sukcesywnie obniżając swoją turniejową aktywność. W 2000 r. po raz dziesiąty wystąpiła w finale mistrzostw kraju, natomiast rok później zakończyła czynną karierę szachową.
Wielokrotnie reprezentowała Polskę w rozgrywkach drużynowych, m.in.: trzykrotnie na olimpiadach szachowych (w latach 1990, 1992, 1994) oraz  na drużynowych mistrzostwach Europy (w roku 1992).
Najwyższy ranking w karierze osiągnęła 1 stycznia 1998 r., z wynikiem 2330 punktów dzieliła wówczas 73-78. miejsce na światowej liście FIDE, jednocześnie zajmując 5. miejsce wśród polskich szachistek.